# 贝恩资本

在2011年末，贝恩资本将其总部移至波士顿的约翰·汉考克大厦。Bain occupies 210,000 sq. ft. from the 36th to 43rd floors

貝恩資本（英語：Bain Capital）是美國一間私人股權投資公司，於1984年由母公司貝恩策略顧問公司的合夥人米特·羅姆尼等三人成立，總部設於美国馬薩諸塞州波士頓约翰·汉考克大厦，在上海、香港、东京、纽约、伦敦和慕尼黑有分公司。贝恩资本是国际性私人股权投资基金，其投资涉及一系列的行业领域和地理区域，包括私募股权、风险资本、信贷、公共股权、影响力投资、生命科学和房地产。截至2022年，该公司管理着大约1600亿美元的投资者资本。
自成立以来，它已经投资或收购了数百家公司，包括AMC电影院、Artisan娱乐公司、Aspen教育集团、Apex工具集团、Brookstone、汉堡王、伯灵顿商店股份、加拿大鹅、DIC娱乐公司、達美樂披薩、DoubleClick、唐恩都乐、D+M Group、吉他中心、HCA Healthcare、清晰频道通信公司、涡轮发动机工业公司、KB Toys、Sealy、Sports Authority、史泰博、玩具反斗城、维珍澳洲航空、华纳音乐集团、Fingerhut、Athenahealth、天气频道和Apple Leisure Group。
2022年6月，贝恩资本在国际私募股权协会的世界最大私募股权公司PEI 300排名中位列第11位。

## 企業和附屬公司

### 貝恩資本私募股權投資
國美零售

### 維珍澳洲航空
泰華施有限公司

## 外部連結
- 公司網站（页面存档备份，存于）